# Jörgen Persson (direttore della fotografia)
Alf Jörgen Persson (Helsingborg, 10 settembre 1936) è un direttore della fotografia svedese, collaboratore dei principali registi svedesi dalla metà degli anni sessanta al 2010.

## Biografia
Ha lavorato in particolare a stretto contatto con registi come Bille August, per cui diviene il direttore della fotografia di riferimento, Lasse Hallström, Bo Widerberg, Roy Andersson e Hans Alfredson, con i quali ha lavorato a numerosi film venendo nominato al Premio Bafta.

## Filmografia
- Heja Roland!, regia di Bo Widerberg (1966)
- Elvira Madigan, regia di Bo Widerberg (1967)
- Adalen '31 (Ådalen 31), regia di Bo Widerberg (1969)
- Joe Hill, regia di Bo Widerberg (1971)
- Corruzione in una famiglia svedese - Una manciata d'amore (En handfull kärlek), regia di Vilgot Sjöman (1974)
- Den enfaldige mördaren, regia di Hans Alfredson (1982)
- Åke och hans värld, regia di Allan Edwall (1984)
- La mia vita a quattro zampe (Mitt liv som hund), regia di Lasse Hallström (1985)
- Pelle alla conquista del mondo (Pelle erobreren), regia di Bille August (1987)
- Le donne sul tetto (Kvinnorna på taket), regia di Carl-Gustav Nykvist (1989)
- Con le migliori intenzioni (Den goda viljan), regia di Bille August (1992)
- Sofie, regia di Liv Ullmann (1992)
- La casa degli spiriti (The House of the Spirits), regia di Bille August (1993)
- Zorn, regia di Gunnar Hellström (1994)
- Jerusalem, regia di Bille August (1996)
- Il senso di Smilla per la neve (Smilla's Sense of Snow), regia di Bille August (1997)
- I miserabili (Les misérables), regia di Bille August (1998)
- En sång för Martin, regia di Bille August (2001)

## Premi e riconoscimenti
Premio Bafta - 1969
Candidatura a migliore fotografia - Elvira Madigan
Premio Robert - 1988
Migliore fotografia - Pelle alla conquista del mondo
European Film Awards - 1989
Migliore fotografia - Le donne sul tetto
Guldbagge
1987 - Premio speciale
1993 - Candidatura a migliore fotografia - Con le migliori intenzioni
1995 - Candidatura a migliore fotografia - Zorn
2002 - Candidatura a migliore fotografia - En sång för Martin